# マイバラード
「マイ バラード」は、松井孝夫が作詞・作曲した合唱曲。
同声二部版・混声三部版はイ長調、女声三部版は変ロ長調である。また、混声三部版・女声三部版では各パートの動きが分かれるところは無いが、同声二部版では各パートの動きが分かれるところがある。
中学校の合唱コンクールなどで歌われる機会が多い。この歌は、松井のデビュー曲である。出版は1987年。バラードとは、ここでは感傷的な雰囲気を持つ曲という意味である。
3連符が見せ場であり、そこを綺麗に歌うようこころがけると上達する。
2015年にテレビドラマ『表参道高校合唱部!』第3話の挿入歌として歌われた。

## 曲の誕生について
松井は当時、障がいを持つ人達と一緒にボランティアサークルに参加しながら音楽活動をしていた。その時に出会った仲間との活動により、この歌が浮かんだ。ピアノに向かってからわずか30分ほどで出来上がった曲らしい。そして「マイバラード」を荒れていた生徒達に歌わせると、そのメロディに魅かれ、あまり歌わなかった生徒も歌いはじめ、この曲が広がったという。卒業式で歌われることもある。
当初の曲名はサークル名にちなんだ「ぽっぽのバラード」だった。

## 録音
- ひまわりキッズ
  - 2004年『想い出がいっぱい 〜旅立ちの日に3〜』（キング KICS-1063）に収録。
- 佐咲紗花
  - アニメ『日常』のエンディングテーマ。2011年『「日常」の合唱曲』（ランティス LACA-15151）に収録。
- 神代混声合唱団、喜多見中学校合唱団（指揮：渡瀬昌治）
  - 2017年『ビリーブVII〜歌い継がれる卒業式のうた・新しい卒業式のうた』（ビクター VICG-60846〜7）に収録。
- TOKYO VOICES
  - 2017年『合唱名曲集 「立春〜さくらのころ〜」』（ユニバーサルミュージック UCCY-1076）に収録。